# Liste der Monuments historiques in Aubigny-Les Clouzeaux
Die Liste der Monuments historiques in Aubigny-Les Clouzeaux führt die Monuments historiques in der französischen Gemeinde Aubigny-Les Clouzeaux auf.

## Liste der Bauwerke
| Bezeichnung       | Beschreibung              | Standort       | Kennzeichnung | Schutzstatus | Datum | Bild           |
| ----------------- | ------------------------- | -------------- | ------------- | ------------ | ----- | -------------- |
| Kirche St-Laurent | Erbaut im 12. Jahrhundert | Aubigny (Lage) | PA00110020    | Inscrit      | 1926  | weitere Bilder |

## Liste der Objekte
- Monuments historiques (Objekte) in Aubigny-Les Clouzeaux in der Base Palissy des französischen Kultusministeriums